# Maliana
Maliana es una ciudad de Timor Oriental, situada a 149 km al sudoeste de Dili, la capital del país.
Maliana tiene 22.000 habitantes, y es la capital del distrito de Bobonaro y se encuentra a pocos kilómetros de la frontera con Indonesia.
- Datos: Q1020338
- Multimedia: Maliana Vila / Q1020338